# Château de Neuvic
Le château de Neuvic est un monument historique français situé à Neuvic, dans le département de la Dordogne. Il abrite aujourd'hui un parc botanique.

## Localisation
En Périgord central, au nord-est de la ville de Neuvic, à 350 mètres de la route départementale 39, le château de Neuvic est implanté au bord de l'Isle, sur sa rive gauche.

## Historique

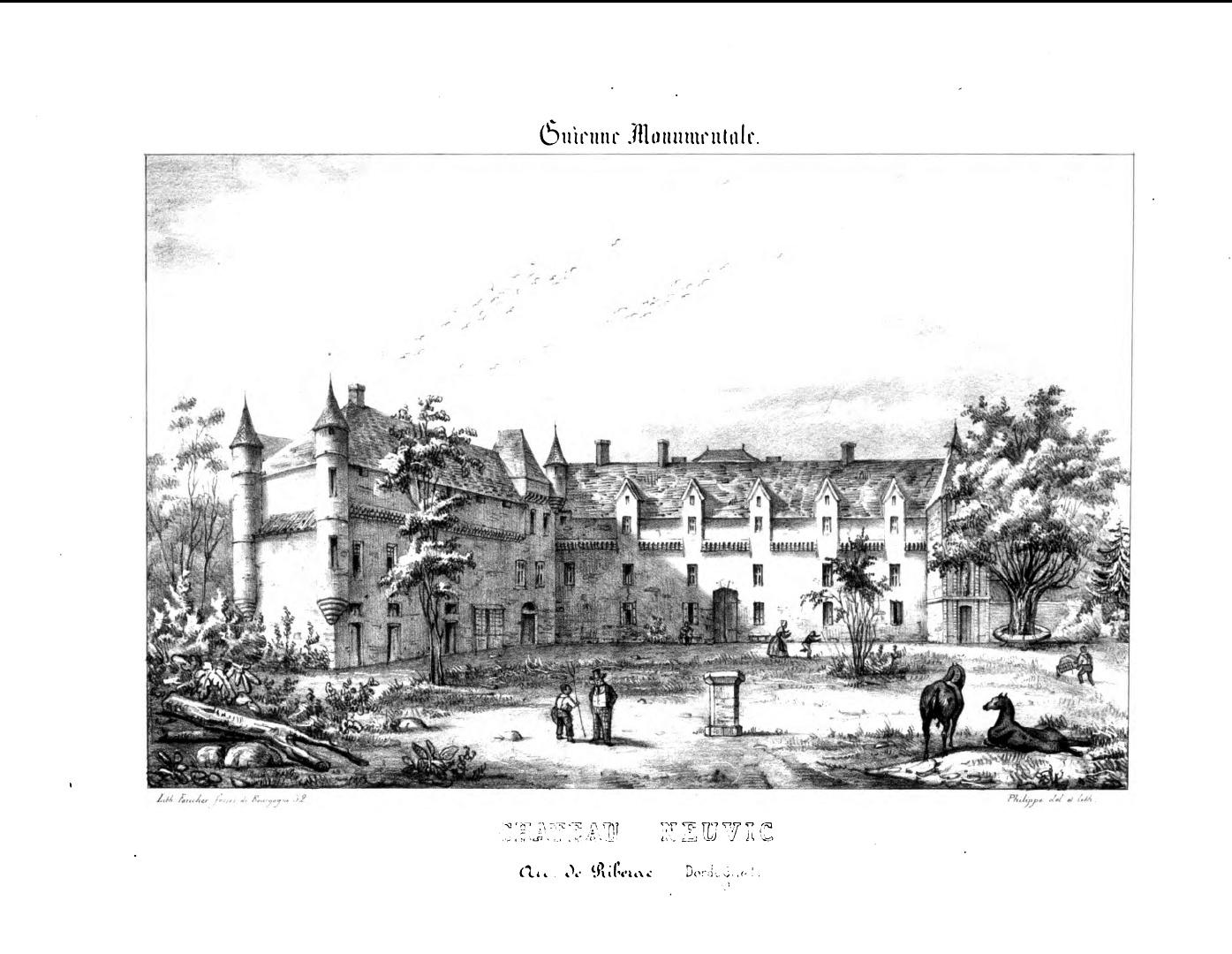
Le château en 1842.

En 1933, Renée Saffroy en devient un temps propriétaire.
Le château bénéficie de multiples protections au titre des monuments historiques : un classement le 28 avril 1952 pour ses façades et toitures, et une inscription le 5 novembre 1927 pour le reste du bâtiment.
De plus, le château et son parc sont inscrits depuis le 5 novembre 1927 en tant que site pittoresque.

### Famille seigneuriale de Neuvic
- Jean Ier de Mellet de Fayolle (†1562), seigneur de Neuvic. Hérita de son oncle maternel Annet de Fayolle la seigneurie de Neuvic et reprit le patronyme de son oncle qui l'associa au sien. D'où :
- 1a) Jean II de Mellet de Fayolle (†1572), seigneur de Neuvic (1562-1572)
- 2a) Magdelon de Mellet de Fayolle (†1587), seigneur de Neuvic (1572-1587)
- 3a) Bertrand de Mellet de Fayolle (+1589), seigneur de Neuvic (1587-1589), d'où :
- 1b) François de Mellet de Fayolle (†/1609), seigneur de Neuvic (1589-1593), épouse (1°) 1571 Antoinette d'Ingrandes ; (2°) 1578 Antoinette Picot (†1602/), d'ou :
- 1c) Lucrèce de Mellet de Fayolle (†1666/), épouse François de Grimoard
- 2b) Charlotte de Mellet de Fayolle (†1657), dame de Neuvic (1593-1657)
- 2c) Philippe Ier de Mellet de Fayolle (†/1642), épouse 1618 Marguerite d'Abzac (1591/-1671/), d'où :
- 1d) Magdelon de Mellet de Fayolle (†1631)
- 2d) Philippe II de Mellet de Fayolle (v.1624-1679), seigneur de Neuvic (1657-1679), 1653 épouse Louise de Taillefer (v.1631-1703), d'où :
- 1e) Marie de Mellet de Fayolle (v.1654-1721), épouse Hélie de Foucauld
- 2e) Antoine-Joseph de Mellet de Fayolle (v.1661-1736), seigneur de Neuvic (1679-1736)
- 3e) Marguerite de Mellet de Fayolle (1661-1692/), épouse 1675 Godefroy Achard de Joumard
- 4e) Henri de Mellet de Fayolle (1674-1763), seigneur de Neuvic (1736-1763), épouse 1718 Charlotte Bertin (1706-1741), d'où :
- 1f) Louis Raphaël Lucrèce de Mellet de Fayolle (1727-1804), comte de Mellet, ultime seigneur et marquis de Neuvic, épouse 1763 Élisabeth-Mélanie Le Daulceur (1746-1793), d'où :
- 1g) Marguerite de Mellet de Fayolle (1767-1841), épouse 1786 Pierre-Philippe-Auguste-Antoine de Sauvan d'Aramon
- 2g) Éléonore de Mellet de Fayolle (1769-1846), épouse (1°) 1790 Augustin de La Faye ; (2°) 1794 Pierre de Meyrignac
- 3g) Charles-Magdelon de Mellet de Fayolle (1773-1854), comte de Mellet, châtelain de Neuvic, épouse 1802 Louise-Flavie de Fumel (1783-1828), d'où :
- 1h) Louis-Charles de Mellet de Fayolle (1804-1882), ultime comte de Mellet, châtelain de Neuvic, épouse 1832 Augustine de Saint-Chamans (1807-1881), d'où :
- 1i) Flavie-Augustine de Mellet de Fayolle (1836-1880), épouse 1859 Henri de Gourcy, dont la descendance hérita du château de Neuvic
- 2h) Charlotte de Mellet de Fayolle (1812-1885), châtelaine de Neuvic au décès de son frère

Au décès de Charlotte de Mellet de Fayolle en 1885, sa petite-nièce Marie-Augustine-Adrienne de Gourcy, hérita du château de Neuvic, qu'elle apporta par mariage à la famille des comtes de Hay de Nétumières. L'un de ces comtes vendit le château de Neuvic en 1924.

## Description

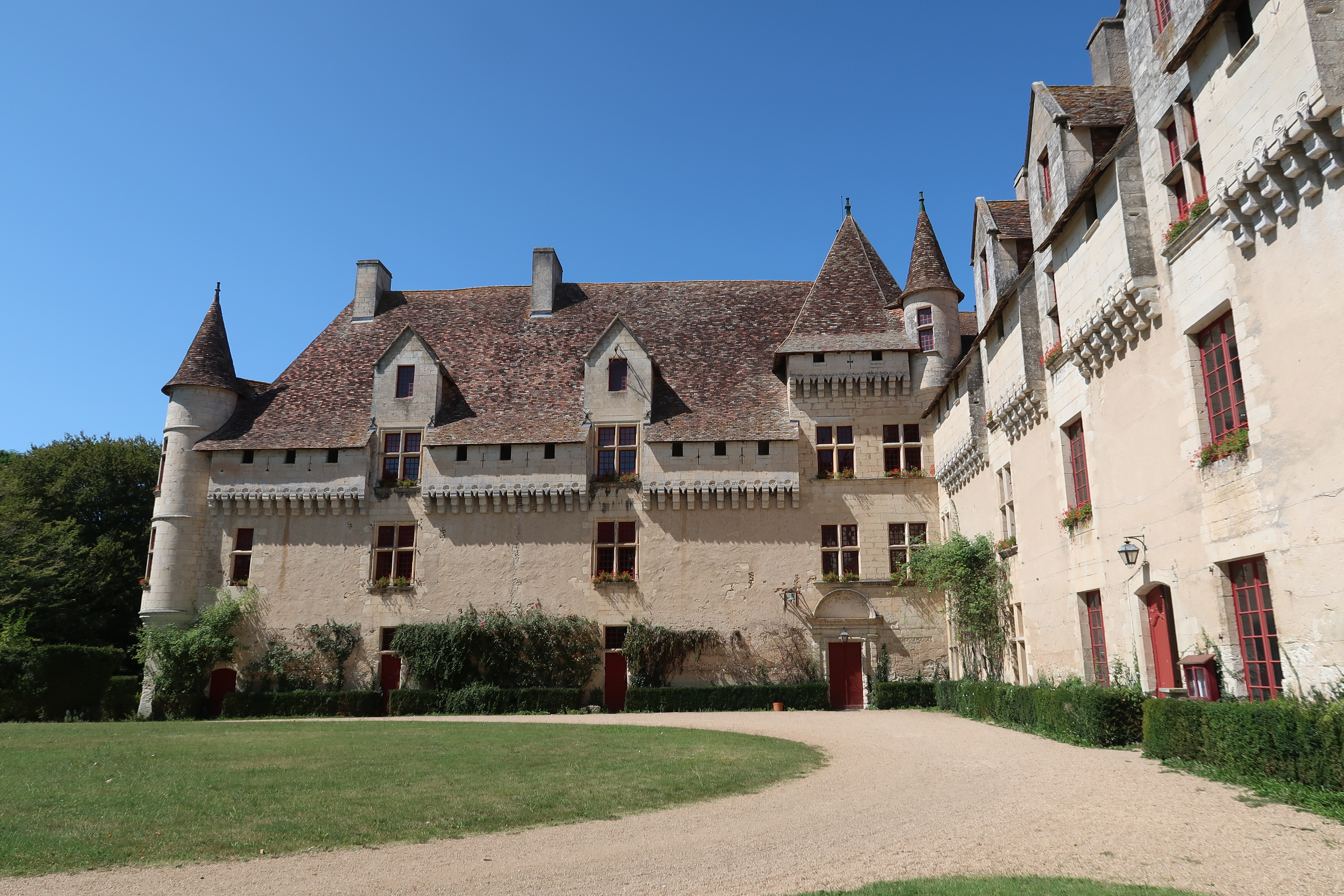
Autre vue de la cour.
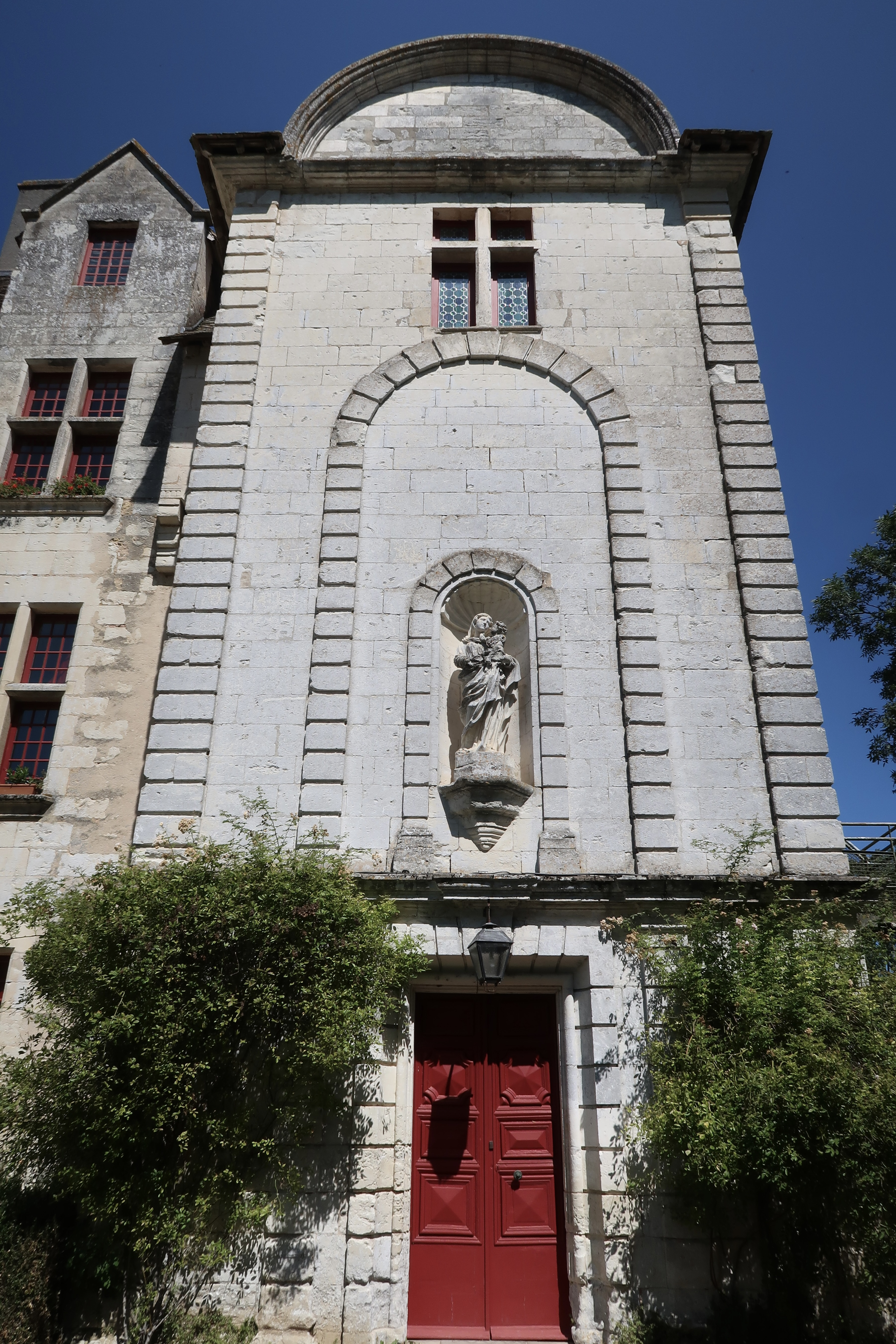
Entrée de la chapelle.
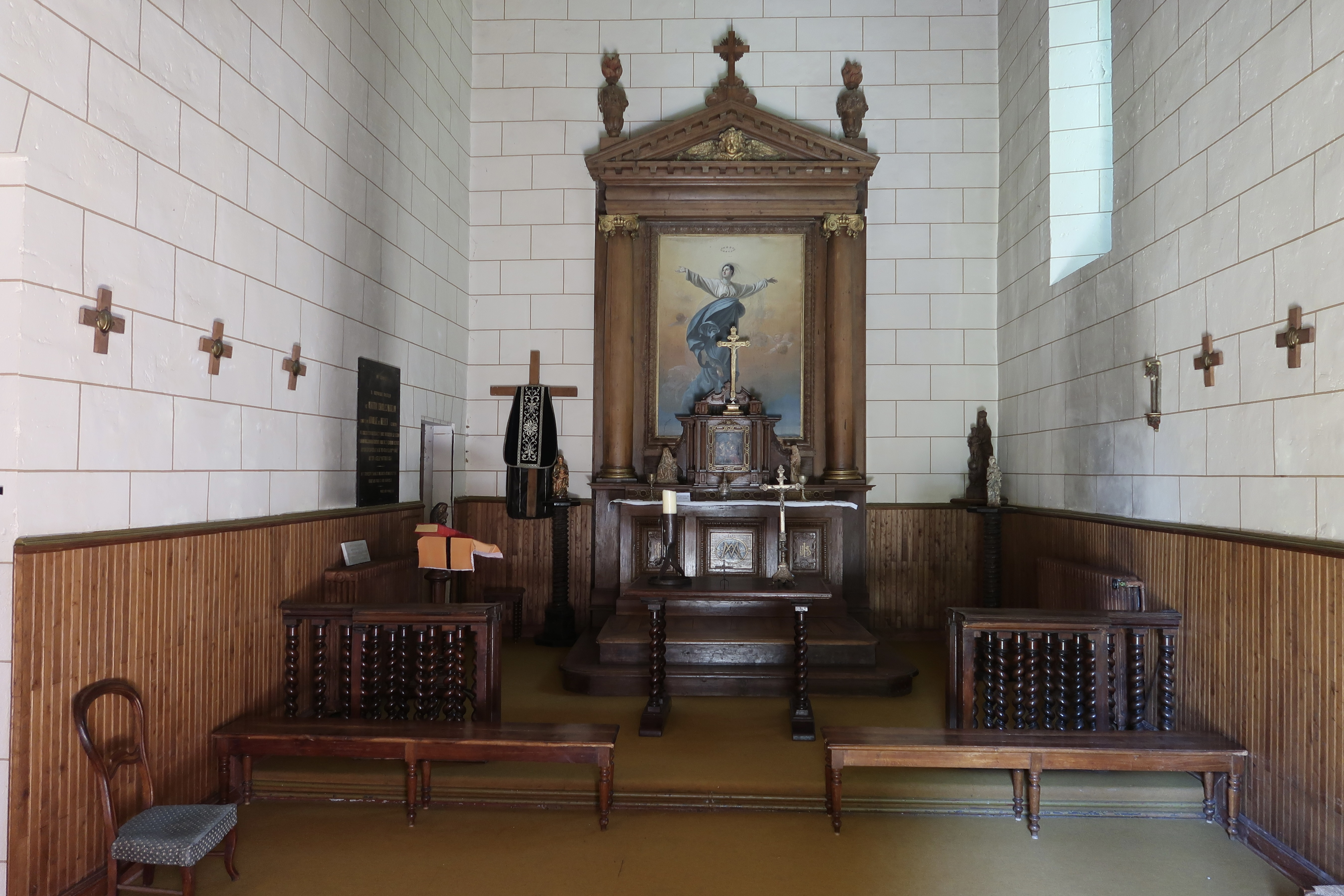
Intérieur de la chapelle.
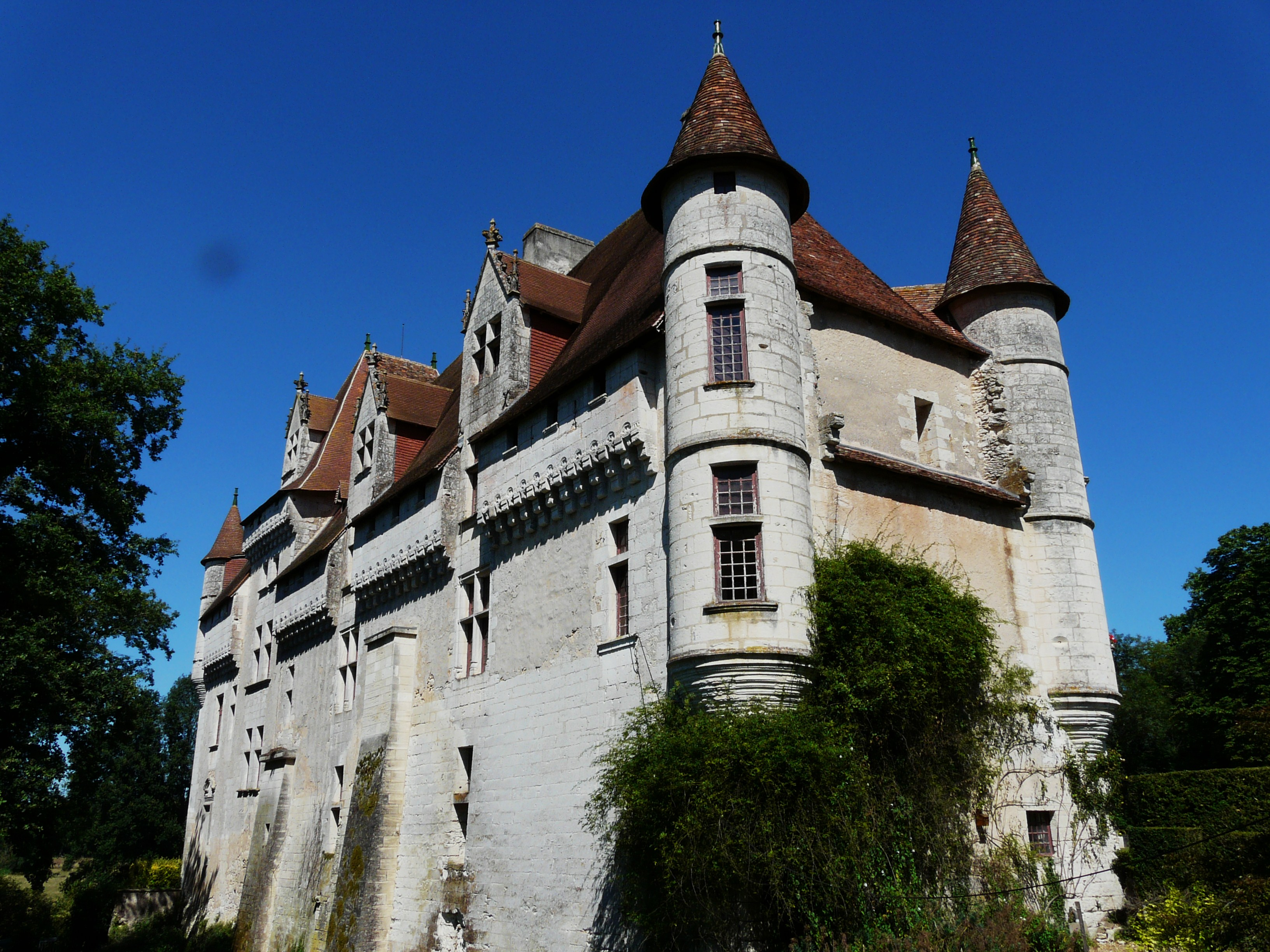